# Франц Боас
Франц Бо̀ас (на немски: Franz Boas) е германо-американски антрополог, лингвист, етнолог и естествоизпитател, сред основателите на съвременната антропология. С името на Боас са свързани редица изследвания на материалната и духовна култура, както и на фолклора и езика на американските индианци.
Франц Боас е считан за бащата на американската антропология. Полевите изследвания на Боас обхващат различни региони, сред които Бафинова земя – арктически остров в канадската територия Нунавут, където изследва живота на ескимосите, и северозападното крайбрежие на САЩ, където провежда изследвания сред индианските племена квакиутл и тлингит.
Той е един от основните защитници на културния релативизъм и оставя дълбок отпечатък като учител за почти цялото първо поколение антрополози в САЩ.
Боас е създател на американската антропология като научна дисциплина, която обединява различни области като етнология, лингвистика, археология и физическа антропология. Той има значителен принос в почти всички тези сфери и същевременно играе основна роля във формирането на американската лингвистика, която първоначално е част от антропологията, а по-късно става самостоятелна научна дисциплина.

## Биография

### Произход и образование (1858 – 1884)
Роден е на 9 юли 1858 г. в Минден, Германия в еврейско семейство. Следва в Хайделбергския, Бонския, Берлинския университет и Университета в Кил. През 1881 г. защитава докторат по физика в Кил (дисертацията му е озаглавена „Приноси към разбирането на цвета на водата“).

### Изследователска дейност (1883 – 1884)
През 1884 г. извършва етнографска експедиция за изследване на канадските ескимоси и съставя първата сравнително точна и достоверна карта на остров Бафинова земя. Доказва, че остров Байлот не е полуостров и подробно изследва вътрешните части на п-ов Къмбърлънд.
Експедицията, която първоначално била планирана като географска, неизбежно насочва интересите на Боас в нова посока – от географията към изучаването на чужди езици и култури. Книгата "The Central Eskimo" представлява основния принос на Франц Боас към американската антропология и се нарежда сред първите научни трудове за ескимосите. Тази заслуга той споделя с Густав Ф. Холмс, друг важен представител на ескимоската етнология, който публикува "Ethnological Sketch of the Angmagssalik Eskimo". И двамата излизат със своите произведения през същата година, като докладват за полеви изследвания, извършени в сходен период – Боас между 1883 и 1884 г., а Холмс – от 1883 до 1885 г. И двата труда се основават на географски изследвания, които също така си приличат – картографската работа на Холмс за Източното крайбрежие и изследването на Боас за остров Бафин.
Етнографските изследвания на Франц Боас включват 12 експедиции с обща продължителност 29 месеца. Те дават материал за 24 книги или 10 000 страници.

### Следващи години (1886 – 1942)
От 1886 г. е преподавател в Берлинския университет, а по-късно, през 1895 г., и в Колумбийския университет.
Боас е сред основателите на Американската антропологична асоциация и неин президент в периода 1907 – 1908 г. През 1910 г. става и президент на Нюйоркската академия на науките. Той е основател и редактор на списание по антропологична лингвистика.
Умира от инфаркт, докато произнася реч против нацистите, на 21 декември 1942 г. в Ню Йорк, на 84-годишна възраст.

## Научна дейност
Боас е основоположник на дисциплината културна антропология. Тя се отнася до този тип изследователски практики, които се базират на конкретни общностни и културни изследвания. Изследователските цели са свързани със сравнителното изучаване на културите на отделните народи чрез анализ на обичаите, представите и културните кодове. Въз основа на това системно сравнение се наслагва убеждението, че антропологията е холистична наука.

## Признание
- 1919: Златен медал на Берлинското общество по антропология, етнология и праистория.
- 1923: Почетен академичен гражданин на университета в Бон.
- 1931: Почетна докторска степен от университета в Кил по повод 50-годишнината от дисертацията му.

## Памет
Неговото име носят:
- езеро Боас (64°08′ с. ш. 72°40′ з. д. / 64.133333° с. ш. 72.666667° з. д.), в южната част на остров Бафинова земя, в Канадския арктичен архипелаг;
- река Боас (устие, 63°43′ с. ш. 85°45′ з. д. / 63.716667° с. ш. 85.75° з. д.), в южната част на остров Саутхамптън, в Канадския арктичен архипелаг;
- фиорд Боас (66°48′ с. ш. 62°49′ з. д. / 66.8° с. ш. 62.816667° з. д.), на югоизточното крайбрежие на остров Бафинова земя, в Канадския арктичен архипелаг;